# 穆罕默德·侯赛因·坦塔维
穆罕默德·侯赛因·坦塔维（阿拉伯语：‎，1935年10月31日—2021年9月21日）是埃及元帅和政治家。曾任埃及国防部长及軍方武装部队总司令長达21年。2011年穆巴拉克辞职，授权埃及武装部队最高委员会掌管国家事务。2012年8月12日，被解除国防部长与埃及武装部队最高委员会主席职务，转任顾问。

## 生平
坦塔维是努比亚人。1955年入伍，曾担任野战军参谋长和司令等职，参加过三次中东战争。1991年起担任埃及国防部长。1995年担任埃及武装部队总司令。2011年1月，埃及爆发大规模反政府示威游行。1月31日，新上任的埃及总理艾哈迈德·沙菲克组建新政府，他继续担任国防部长，同时任副总理。2月11日，穆罕默德·胡斯尼·穆巴拉克辞职，并授权埃及武装部队最高委员会掌管国家事务。坦塔维作为武装部队最高委员会最高领导人，成为埃及实际的统治者。2012年6月30日，穆罕默德·穆尔西宣誓就职，坦塔维正式卸任。2012年8月12日，埃及总统穆尔西宣布解除坦塔维国防部长与埃及武装部队最高委员会主席职务，并被授予埃及最高荣誉勋章，他将继续担任总统的顾问。
坦塔维晚年长期患病，于2021年9月21日去世，享年85岁。